# Датски протоци
 Тази статия е за протоците край Швеция.  За протока край Гренландия вижте Датски проток.  
Датските протоци са система от протоци между полуостровите Скандинавски и Ютланд, свързващи Северно и Балтийско море. Включва протоците Малък Белт, Голям Белт, Йоресун (Зунд), Категат и Скагерак. Явяват се основен морски път, съединяващ пристанищата в Балтийско море със Световния океан.

## Етимология
Между многобройните острови са оформени около 15 плавателни протоци. Повечето носят имена, завършващи на Зунд и Белт. Затова и цялата система се нарича Зунд и Белт. Думата зунд идва от старите германски езици и означава „разделящ“. Използва се също за стотиците протоци между островчетата в норвежките фиорди. Има и мнение, че коренът на имената идва от друга дума, която пак звучи „зунд“, но означава „плувам“.

## География
Движейки се от Северно към Балтийско море първият проток е широкият Скагерак (135 – 140 км в най-тясната част). На север той завършва с дълбоки фиорди, особено Ослофиорд, на който е разположена столицата на Норвегия. От нос Скаген до шведското крайбрежие минава границата със следващия проток – Категат. Неговото име буквално означава „котешко гърло“. В най-тясната си част се свива до 60 км, а в най-широката достига 140 км.
В южната част на Категат се намират двата най-големи датски острова Зееланд (Шеланд) и Фюн. Между тях са оформени три много по-тесни протока. От изток на запад те са:
Зунд (Йоресун), който отделя Шеланд от Швеция. На брега му е разположен град Копенхаген, столица на Дания. Дълъг е 70 км, минимална ширина – 5 км (между Хелзинборг и Хелзингьор). Разстоянието пó на юг, между Копенхаген и Малмьо е 14 км. Най-малката му дълбочина е едва 7 м, което го прави неплавателен за големи кораби.
Голям Белт (Стурбелт), който отделя Шеланд от Фюн. Той е най-широк (16 км в най-тясната част) и е основен транспортен канал. През него всекидневно плават стотици фериботи, а през 1998 г. е завършен голям мост.
Малък Белт (Лилебелт) между Фюн и полуостров Ютланд е много по-тесен, само 800 м. Той не се използва за международно плаване, а само за корабчета от местно значение.
Други по-важни протоци са: Лангелан Белт, Фемарн Белт, Самсьо Белт, Улвзунд и Сио Зунд.

## История
Геоложките изследвания показват, че преди 10 000 г. Датските протоци все още не съществуват. Географията на региона се оформя окончателно след края на последния ледников период. Дори тогава днешните протоци са все още тесни, скалисти фиорди.
Те придобиват стратегическото си значение през средновековието, с появата на балтийските държави – Дания, Швеция, Русия, Полша. Векове наред Дания е техен господар и контролира трафика от който събира такси. Налага се да води войни със съюза Ханза и с Швеция, за да съхрани положението си. През 1658 г., по време на Малката северна война, шведският крал Карл X извършва известният Марш през протоците и принуждава Дания да отстъпи ключови територии. С това Шведите придобиват пристанища на Северно море и не зависят толкова от пътищата под датски контрол. През 1857 г. в Копенхаген се подписва конвенция, която оповестява свободно плаване на всякакви търговски кораби.
С построяването но Килския канал през 1895 г. става възможно да се минава от Северно в Балтийско море без датските протоци.

## Стопанско значение
Датските протоци притежават голямо стопанско значение като транспортни коридори за всякакви стоки, но най-вече за руски петрол. През 2016 г. през протоците са били превозвани от него по 3,2 млн барела дневно. В същото време британски и норвежки петролни продукти се превозват обратно, към балтийските пристанища по 50 000 барела на ден.
Още от Х – ХІ в. регионът е известен с огромните количества херинга. Тя е имала толкова голямо значение, че е била наричана „златото на Дания“. Днес индустриалният риболов на Дания не е така важен. През 2016 г. страната е на 32-ро място в света с 670 хиляди тона, но протоците не са основният източник.
През протока Зунд е създадена връзката Копенхаген-Малмьо – 16-километрово трасе, което през първата половина минава под земята, след което се превръща в мост (на височина 204 м над морското дъно). То свързва в една общност 3,7 млн. жители на двете страни. През другия основен проток – Голям Белт – също има мост (6,8 км).